# عبدالعلی علی‌عسگری
عبدالعلی علی‌عسگری (زادهٔ ۱۳۳۷) نظامی، سیاستمدار و مدیر اجرایی ایرانی است که از دی سال ۱۴۰۰ تا آذر ۱۴۰۳ به‌عنوان مدیرعامل شرکت صنایع پتروشیمی خلیج‌فارس فعالیت می‌کرد و در حال حاضر عضو هیئت مدیره شرکت صنایع پتروشیمی خلیج‌فارس است.
وی فعالیت نظامی را در خلال جنگ ایران و عراق در سپاه پاسداران آغاز کرد. او از ۱۳۷۱ تا ۱۳۷۴ معاون امور سیاحتی و زیارتی وزارت فرهنگ و ارشاد اسلامی بود، از ۱۳۷۴ تا ۱۳۷۶ به‌عنوان مدیرعامل شرکت فروشگاه‌های زنجیره‌ای رفاه فعالیت می‌کرد و از ۱۳۷۶ تا ۱۳۸۰ مدیرعاملی بنیاد تعاون سپاه پاسداران را برعهده داشت.
علی‌عسگری از ۱۳۸۱ تا ۱۳۸۴ معاون آموزشی سازمان صدا و سیما و رئیس دانشگاه صدا و سیما بود، در فاصله سال‌های ۱۳۸۴ تا ۱۳۹۳ به‌عنوان معاون توسعه و فناوری رسانه سازمان صدا و سیما فعالیت می‌کرد و از ۱۳۹۵ تا ۱۴۰۰ رئیس سازمان صدا و سیما بود. در ۹ خرداد ۱۳۹۷ وزارت خزانه‌داری آمریکا وی را در لیست تحریم‌های آمریکا قرار داد به گفته محمد سرافراز او فساد در صداوسیما را آغاز کرد.

## زندگی‌نامه
عبدالعلی علی‌عسگری در سال ۱۳۳۷ در شهر دهق زاده شد و دوران کودکی‌اش را در شهر ری گذراند. به دلیل فعالیت‌های مخالف با رژیم پهلوی در نوجوانی و جوانی چند بار از سوی ساواک دستگیرشده است. در تاریخ ۲۲ بهمن ۱۳۵۷ پس از هجوم مردم به زندان قصر آزاد شد.
علی‌عسگری دارای کارشناسی مهندسی برق - الکترونیک از دانشگاه پلی تکنیک تهران، کارشناسی ارشد مدیریت از دانشگاه تهران و دکتری مهندسی صنایع - سیستم و بهره‌وری از دانشگاه علم و صنعت و هم‌اکنون عضو هیئت علمی دانشگاه صدا و سیمااست.
عبدالعلی علی عسگری داماد مهدی شاه‌آبادی است و حمید شاه‌آبادی، معاونت هنری سابق وزارت ارشاد نیز برادر همسر او است. پسرش محمدرضا علی عسگری داماد سردار علی فدوی است. همچنین او عموی حمیدرضا علی‌عسگری بازیکن فوتبال ایرانی است.

## سوابق شغلی
- مشاور در دبیرخانه شورای عالی انقلاب فرهنگی (از سال ۶۲)
- معاون وزیر فرهنگ و ارشاد اسلامی (سال ۱۳۷۰)
- رئیس هیئت مدیره و مدیرعامل سازمان مراکز ایرانگردی و جهانگردی (سال ۱۳۷۰)
- بنیان‌گذاری شرکت فروشگاه‌های رفاه (سال ۱۳۷۳)
- مدیر بنیاد فرهنگی پژوهشی غرب‌شناسی (سال ۱۳۸۰)
- مشاور ریاست سازمان صدا و سیما (سال ۱۳۸۳)
- معاون آموزشی صدا و سیما
- رئیس دانشگاه صدا و سیما
- معاون توسعه و فناوری رسانه در سازمان صدا و سیما (به مدت ۱۰ سال)
- از اعضای مرکزی قرارگاه فضای مجازی و از طراحان اصلی شورای عالی فضای مجازی[۱۵]
- عضو شورای سیاست‌گذاری سازمان اوقاف و امور خیریه
- مشاور رئیس قوه قضائیه[۱۶]

### رئیس سازمان صدا و سیما
سازمان صداوسیما یک روز پس از جشن معارفه عبدالعلی علی عسگری سرپرست نوین، دگرگونی‌هایی را در جایگاه‌های کلیدی و فرعی شاهد بود، ازجمله سخنان علی عسگری در این جشن و در کنار خبرنگاران این بود که عجله‌ای در تغییر مدیران ندارد و بیان کرد که ما در این مورد کار فوری و ضربتی نداریم.
نیروافزایی دوباره شبکه‌های استانی صداوسیما یکی از کارهایی بود که پس از گردانندگی عبدالعلی علی عسگری بر این سازمان دوباره از پی گرفته‌شده، از کارهایی که بر تأکید صداوسیما بر توان‌بخشی تولیدات مراکز استانی نشان تأیید می‌زند، راه‌اندازی دوباره یکی از جشنواره‌های دیرین این رسانه بانام شورای «جشنواره تولیدات مراکز استان‌های رسانه ملی» است، که در جمع اعضای شورای این جشنواره نام شماری از راه بران دیرینهٔ روزگار سرپرستی عزت‌الله ضرغامی که بعدها برکنار شده بودند، به چشم می‌خورد. سید عباس فاطمی، سید ضیاءالدین دری، تاج‌بخش فناییان، شهرام گیل‌آبادی، بیژن نوباوه وطن، احمد ضابطی جهرمی، مهدی فرجی، مجید شعبان‌پور، مریم جلالی، کامبیز اخوان صفا، محمدحسین نیرومند، پرویز شیخ‌طادی، بهروز شعیبی و حسن اسلامی‌مهر اعضایی هستند که علی دارابی برای برپا ساختن «شورای عالی جشنواره تولیدات مراکز استان‌های رسانه ملی» آنان را گزینش کرده است.

### پخش «اعترافات» از سازمان صدا و سیمای جمهوری اسلامی ایران
شامگاه شنبه ۲۹ دی‌ماه برنامهٔ تلویزیونی بیست و سی با پخش گزارشی به‌نام «طراحی سوخته» به انتشار اوراق بازجویی تعدادی از دستگیرشدگان اعتراضات کارگری خوزستان و «اعترافات» آن‌ها علیه خودشان پرداخت. در این گزارش با طرح اتهامات امنیتی علیه بازداشت‌شدگان، آن‌ها وابسته به گروه‌های کمونیستی و برانداز خارج از کشور خوانده شده‌اند که سعی در ایجاد تشکل‌های مستقل کارگری داشته‌اند. بسیاری از این زندانیان پس از آزادی تأکید کرده‌اند که برای ضبط اعترافات‌شان جلوی دوربین مورد شکنجه نیروهای امنیتی قرار گرفته‌اند. در قسمتی از این گزارش مسئلهٔ شکنجهٔ اسماعیل بخشی در دوران بازداشت نیز بار دیگر از سوی مقامات دولتی و امنیتی کتمان شده است.
ده روز پیش‌از این، سپیده قلیان در توییتی گفته بود که «روز آخر بازجو می‌گفت اگر بیرون بروی و دهانت را باز کنی همین ادعاها و اعترافات اجباری تو و اسماعیل بخشی را در اخبار بیست و سی هم پخش خواهیم کرد و پودرتان خواهیم کرد.»
حساب توییتری خبرگزاری صدا و سیما پس از پخش این برنامه به حالت تعلیق درآمد.

#### واکنش‌ها به پخش «اعترافات»
پخش گزارش تلویزیونی «طراحی سوخته» با واکنش و اعتراض گستردهٔ کاربران در فضای مجازی همراه شد. سپیده قلیان هم با انتشار توییتی به پخش این گزارش واکنش نشان داد:
من و اسماعیل بخشی که سهل است، پنج هزار کارگر هفت‌تپه را هم جلوی دوربین بنشانید و از آن‌ها به زور کابل و باتوم اعتراف اجباری بگیرید باز هم چیزی از اصل داستانِ این‌که شما ستمگر و فاسد هستید کم نخواهد کرد. #طراحی_سوخته— سپیده قلیان، در حساب توییترش
 از طرفی، گروهی از کاربران حامی جمهوری اسلامی این «اعترافات» را سندی برای ارتباط این فعالان بازداشت‌شده با خارج از کشور دانستند. در مقابل گروه دیگر، شامل خود سپیده قلیان و مخالفان جمهوری اسلامی نفس این اعترافات را از مصادیق شکنجه خوانده و آن را سندی بر تأیید شکنجه قلیان دانستند.
سه‌شنبه ۲ بهمن ۱۳۹۷ شماری از بازنشستگان فرهنگی و کشوری اهل ایران، مقابل ساختمان وزارت کار و امور اجتماعی ایران دست به برپایی تجمع اعتراضی زدند. آنها که به وضع معیشت و وضعیت بیمه خودشان معترض بودند، در اعتراضشان علیه پخش مستند «طراحی سوخته» شعارهایی سر دادند. شعار «شکنجه، مستند، دیگر اثر ندارد» و «توپ، تانک، مستند دیگر اثر ندارد» دو شعاری بودند که این معترضان در اعتراض به کتمان شکنجه اسماعیل بخشی و سپیده قلیان سردادند.
فدراسیون بین‌المللی کارگران حمل و نقل نسبت به پخش مستند «طراحی سوخته» واکنش نشان داده و خواستار آزادی فوری اسماعیل بخشی و سپیده قلیان شد. این سازمان کارگری در نامه‌ای خطاب به حسن روحانی ریاست جمهوری ایران این مستند را «اعترافاتی تحت شکنجه» خواند و نسبت به وضعیت کارگران در ایران ابراز نگرانی کرد و از مقامات ایرانی خواست تا به گفته آنها «شکنجه» را متوقف کنند. در این نامه پیرامون پخش این مستند آمده است: 
«اطلاعات معتبر نشان می‌دهد این اعترافات از طریق تهدید، ضرب و شتم و شکنجه گرفته شده است. چنین مواردی که نقض حقوق ابتدایی انسانی می‌باشند باید فوری پایان یابند.»— استیون کاتن، دبیرکل فدراسیون بین‌المللی کارگران حمل و نقل

## تحریم وزارت خزانه‌داری ایالات متحده آمریکا
وزارت خزانه‌داری ایالات متحده آمریکا در خرداد ماه ۱۳۹۷، طی اطلاعیه‌ای عبدالعلی علی‌عسگری را به دلیل «حمایت از سانسور و نقض حقوق‌بشر» تحریم کرد.

## موارد نقض حقوق بشر
طبق بیانیه وزارت خزانه‌داری ایالات متحده آمریکا، عبدالعلی علی‌عسگری به عنوان رئیس صدا و سیمای جمهوری اسلامی ایران در «سانسور» و «پخش اعترافات اجباری زندانیان سیاسی» نقش داشته و به همین دلیل در فهرست تحریم قرار گرفته است.

## تالیفات
- پایان عصر آمریکا
- قدرت در دست کیست؟
- آمریکا جهان را به کدام سو می‌برد؟
- مرگ غرب
- جنگ سرد فرهنگی
- نخبگان قدرت
- کتاب لبخند و شمشیر در روابط ایران و آمریکا
- «مبانی نظام اسلامی از دیدگاه امام خمینی (ره)»
- صنایع فضایی و ماهواره‌ها
- مؤلفه قدرت ملت‌ها در دنیای جدید
- مدیریت رسانه، نگاهی نو
- سپهر جهانی رسانه-روندهای عمده زیرساختی رسانه‌های نوین
- طرح ملی تلویزیون دیجیتال زمینی (DVB-T) در ایران[۱۵]